# Last Battle
Last Battle (北斗の拳新世紀末救世主伝説; Hokuto no Ken: Shin Densetsu Seikimatsu Kyūseishu) is een videospel voor verschillende platforms. Het spel werd ontwikkeld en uitgegeven door Sega in 1989. Het spel is horizontaal scrollende vechtspel.